# BlocBoy JB
James Lee Baker (nascido em 19 de maio de 1996), mais conhecido como BlocBoy JB, é um rapper americano. Ele é mais conhecido por sua canção "Look Alive" (com Drake), que alcançou a posição de número 5 na parada Billboard Hot 100 em 2018. Suas outras canções incluem "Shoot", "Rover" e sua sequência, "Rover 2.0" (com participação de 21 Savage).

## Infância
James Baker nasceu em 19 de maio de 1996, em Memphis, Tennessee. Seu nome vem de seu pai, que atualmente cumpre uma sentença de 25 anos de prisão por estupro. Em 2008, quando Baker tinha 12 anos, seu pai fugiu da prisão e viajou para a casa de Baker para vê-lo por um curto período de tempo. Aos 14 anos, Baker se afiliou ao Grape Street Watts Crips (ramificação da gangue Crips). Embora localizada em Los Angeles, a gangue tem uma filial em Memphis chamada Peda Roll Mafia. A afiliação de Baker é mencionada em muitas de suas canções, incluindo "Rover". Baker cumpriu um mês de prisão em 2012 por cometer uma invasão domiciliar e cumpriu o resto de sua sentença em prisão domiciliar. Baker disse que a invasão foi "desleixada" e que eles a realizaram sem máscaras e com uma espingarda de chumbo.
Baker começou a fazer música quando tinha quatorze anos quando se mudou para Raleigh na zona norte de Memphis e conheceu Tay Keith (que mais tarde produziu "Look Alive"), iniciando a parceria musical dos dois.

## Carreira

### 2012–2016: Início na música, fama e controvérsia
Baker começou a colocar músicas em sua página do SoundCloud em 2012. Ele lançou sua primeira mixtape, "Who Am I", em 2016. Ela apresentava a faixa "No Chorus Pt. 6", que alcançou mais de três milhões de visualizações no YouTube.

### 2017–2018: Shoot dance, Billboard top 10 e XXL
No verão seguinte, ele lançou a música "Shoot", viralizando uma dança chamada "shoot dance". Outro single, "Rover", foi lançado no início de 2018. Os sucessos virais atraíram a atenção do rapper canadense Drake, que especulou-se que remixaria "Rover", embora isso tenha resultado na colaboração da dupla em uma canção intitulada "Look Alive", que foi lançado em fevereiro de 2018 e estreou na sexta posição na parada Billboard Hot 100.
Após o lançamento de "Look Alive", Baker espalhou rumores de que ele logo assinaria com o selo OVO Sound de Drake, dizendo "Estou tentando ver qual vai ser o meu movimento." Ele também participou do 2 Heartless Project de Moneybagg Yo. Em 23 de março de 2018, Baker lançou "Rover 2.0", um remix de "Rover", com participação do rapper 21 Savage. A canção foi a segunda canção principal de Baker nas paradas da Billboard, chegando ao número dois nos singles do Bubbling Under Hot 100. Ele também participou de "Bad Company" do ASAP Rocky e de "Hard" com Tay-K.

### 2019–presente: oitava mixtape e álbum de estreia
Baker lançou sua oitava mixtape, I Am Me, em 14 de junho de 2019, com as participações de Lil Durk, Moneybagg Yo, NLE Choppa e Baker, ambos de Memphis, Tennessee, e fizeram 3 colaborações juntas, chamadas ChopBloc, ChopBloc 2 e ChopBloc 3, respectivamente.
Em março de 2020, Baker lançou sua primeira música oficial de 2020, "Swervin". Em maio de 2020, ele lançou seu single "No Chorus, Pt. 12", que foi produzido pelo seu parceiro musical de longa data, Tay Keith. Após acumular singles de pré-lançamento, o primeiro álbum de estúdio de Baker, "FatBoy", foi lançado em 9 de outubro de 2020.

## Controversias
Em outubro de 2017, Baker filmou um jogo de dados supostamente dentro da Hamilton High School. Pouco depois, as Escolas do Condado de Shelby começaram a investigar o incidente por se tratar de jogo de azar.
Durante uma live no Instagram, em 16 de março de 2020, Baker saltou de uma varanda de dois andares em sua piscina, batendo o calcanhar na lateral da piscina.
Em junho de 2020, 6ix9ine fez uma live no Instagram com DJ Akademiks. Na transmissão ao vivo, 6ix9ine citou Baker, chamando-o de "artista de um só sucesso" e perguntou se ele estava trabalhando em loja de Fast Food. Baker respondeu dizendo: "Não mencione meu nome se você não for um gangsta".
Em novembro de 2020, Baker recebeu críticas e foi acusado de homofobia depois de dizer que o PlayStation era "para os gays" e zombou da marca chamando-a de "GayStation", chegando a dizer que o Xbox é para "manos de verdade".
Baker é conhecido por popularizar a dança "Shoot dance", que foi incorporada ao videogame Fortnite, da Epic Games. Após processos semelhantes contra a Epic Games, Baker abriu seu próprio processo contra a Epic Games em janeiro de 2019, alegando que o uso de seu movimento de dança como um emote de dança no jogo está infringindo seus direitos autorais e de personalidade.

### Questões legais
Em fevereiro de 2019, Baker foi preso sob acusações de drogas, armas de fogo e roubo, semanas depois que um mandado de prisão foi emitido. Mais tarde, em maio daquele ano, Baker foi preso novamente sob acusação de porte de arma e drogas. A prisão aconteceu horas antes de ele se apresentar no Beale Street Music Festival.

## Vida Pessoal
Em 2020, Baker expressou publicamente seu apoio ao então presidente dos Estados Unidos, Donald Trump. Ele recebeu críticas pelo seu comentário. Ele tem um filho.

## Discografia
- FatBoy (2020)

## Premiações e nomeações
| Ano  | Prêmio             | Category                          | Nomeado em               | Resultado |
| ---- | ------------------ | --------------------------------- | ------------------------ | --------- |
| 2018 | BET Hip Hop Awards | Melhor Novo Artista de Hip Hop    |                          | Indicado  |
| 2018 | BET Hip Hop Awards | Melhor participação, Duo ou Grupo | "Look Alive" (com Drake) | Indicado  |
| 2018 | BET Hip Hop Awards | Melhor Mixtape                    | Simi                     | Venceu    |